# Солтани (село)
Солтани (біл. вёска Салтаны) — село в складі Молодечненського району Мінської області, Білорусь. Село підпорядковане Городилівській сільській раді, розташоване в західній частині області.